# Leon Štukelj
Leon Štukelj (Novo Mesto, 12 november 1898 – Maribor, 8 november 1999) was een Joegoslavisch turner.
Štukelj won in 1922 de wereldtitel aan de rekstok, brug en ringen. Tijdens de Olympische Zomerspelen 1924 won Štukelj de gouden medaille aan de rekstok en in de meerkamp. Bij aankomst in Parijs moest Štukelj op zoek naar een slaapplaats.  

In 1926 prolongeerde Štukelj zijn wereldtitels aan de rekstok en de ringen. In 1928 won Štukelj olympisch goud op zijn favoriete toestel de ringen en olympisch brons in de meerkamp en de landenwedstrijd. Aan de Olympische Zomerspelen 1932 kon Štukelj niet deelnemen omdat de Joegoslavische bond de reiskosten naar het Amerikaanse Los Angeles niet kon betalen. In 1936 won Štukelj zijn laatste olympische medaille door middel van een zilveren medaille aan de ringen.
In 1996 bestonden de Olympische Zomerspelen honderd jaar en was Štukelj tijdens de spelen van dat jaar in het Amerikaanse Atlanta eregast omdat Štukelj de oudste levende olympisch kampioen was op dat moment. Štukelj mocht onder andere mede de Olympische vlag binnen brengen tijdens de openingsceremonie en medailles uitreiken bij de meerkamp. In 1987 ontving Štukelj van het Internationaal Olympisch Comité de Olympische orde in zilver.
Van beroep was Štukelj  jurist. Op hoge leeftijd hield hij zich bezig met de privatisering van staatsondernemingen. Zijn levensdoel op hoge leeftijd was de afloop kennen van het uiteenvallen van Joegoslavië. 

## Resultaten

### Olympische Zomerspelen
| Jaar | Plaats    | Resultaten |
| ---- | --------- | --- |
| 1924 | Parijs    | in de meerkamp aan de rekstok 4e in de landenwedstrijd 4e op sprong 20e aan de brug 4e aan de ringen 10e op het op paard voltige 10e bij het touwklimmen 17e bij de zijwaartse sprong |
| 1928 | Amsterdam | aan de ringen in de meerkamp in de landenwedstrijd 28e op sprong 7e aan de brug 21 aan de rekstok 12e op paard voltige                                                                |
| 1936 | Berlijn   | aan de ringen 32e in de meerkamp 6e in de landenwedstrijd 46e op vloer 92e op sprong 22e aan de brug 32e aan de rekstok 39e op paard voltige                                          |

### Wereldkampioenschappen turnen
| Jaar | Plaats    | Resultaten                                                                                  |
| ---- | --------- | ------------------------------------------------------------------------------------------- |
| 1922 | Ljubljana | aan de rekstok · aan de brug · aan de ringen · op het paard voltige · in de landenwedstrijd |
| 1926 | Lyon      | aan de rekstok · aan de ringen · in de landenwedstrijd · aan de brug                        |
| 1930 | Luxemburg | aan de rekstok · in de landenwedstrijd                                                      |

1900: Gustave Sandras ·
1904: Julius Lenhart ·
1908: Alberto Braglia ·
1912: Alberto Braglia ·
1920: Giorgio Zampori ·
1924: Leon Štukelj ·
1928: Georges Miez ·
1932: Romeo Neri ·
1936: Alfred Schwarzmann ·
1948: Veikko Huhtanen ·
1952: Viktor Tsjoekarin ·
1956: Viktor Tsjoekarin ·
1960: Boris Sjachlin ·
1964: Yukio Endo ·
1968: Sawao Kato ·
1972: Sawao Kato ·
1976: Nikolaj Andrianov ·
1980: Aleksandr Ditjatin ·
1984: Koji Gushiken ·
1988: Vladimir Artemov ·
1992: Vitali Tsjerbo ·
1996: Li Xiaoshuang ·
2000: Aleksej Nemov ·
2004: Paul Hamm ·
2008: Yang Wei ·
2012: Kōhei Uchimura ·
2016: Kōhei Uchimura ·
2020: Daiki Hashimoto ·
2024: Shinnosuke Oka
1896: Hermann Weingärtner ·
1904: Anton Heida, Edward Hennig ·
1924: Leon Štukelj ·
1928: Georges Miez ·
1932: Dallas Bixler ·
1936: Aleksanteri Saarvala ·
1948: Josef Stalder ·
1952: Jack Günthard ·
1956: Takashi Ono ·
1960: Takashi Ono ·
1964: Boris Sjachlin ·
1968: Akinori Nakayama, Mikhail Voronin ·
1972: Mitsuo Tsukahara ·
1976: Mitsuo Tsukahara ·
1980: Stojan Deltsjev ·
1984: Shinji Morisue ·
1988: Vladimir Artemov, Valery Ljoekin ·
1992: Trent Dimas ·
1996: Andreas Wecker ·
2000: Aleksej Nemov ·
2004: Igor Cassina ·
2008: Zou Kai ·
2012: Epke Zonderland ·
2016: Fabian Hambüchen ·
2020: Daiki Hashimoto · 
2024: Shinnosuke Oka
1896: Ioannis Mitropoulos ·
1904: Herman Glass ·
1924: Francesco Martino ·
1928: Leon Štukelj ·
1932: George Gulack ·
1936: Alois Hudec ·
1948: Karl Frei ·
1952: Grant Sjaginjan ·
1956: Albert Azarjan ·
1960: Albert Azarjan ·
1964: Takuji Hayata ·
1968: Akinori Nakayama ·
1972: Akinori Nakayama ·
1976: Nikolaj Andrianov ·
1980: Aleksandr Ditjatin ·
1984: Koji Gushiken, Li Ning ·
1988: Holger Behrendt, Dmitri Bilozertsjev ·
1992: Vitali Tsjerbo ·
1996: Jury Chechi ·
2000: Szilveszter Csollány ·
2004: Dimosthenis Tampakos ·
2008: Chen Yibing · 
2012: Arthur Zanetti · 
2016: Eleftherios Petrounias · 
2020: Liu Yang · 
2024: Liu Yang
- Gemeinsame Normdatei: 122676408
- International Standard Name Identifier: 0000 0000 7865 6748
- Library of Congress Control Number: n00091263
- Nationale Bibliotheek van Tsjechië: jn20000701771
- Nationale en Universitaire bibliotheek Zagreb: 000190771
- Réseau des bibliothèques de Suisse occidentale: 02-A010154512
- Virtual International Authority File: 55382446
- WorldCat: E39PBJqbfPyjFrDQ73bpgrkYyd